# Kalisegoro
Kalisegoro is een bestuurslaag in het regentschap Semarang van de provincie Midden-Java, Indonesië. Kalisegoro telt 2791 inwoners (volkstelling 2010).